# Marieluise Zizmann
Marieluise Zizmann –nacida como Marieluise Wackerow– es una deportista alemana que compitió para la RFA en bádminton, en las modalidades individual, dobles y dobles mixto. Ganó cuatro medallas en el Campeonato Europeo de Bádminton entre los años 1968 y 1974.

## Palmarés internacional
| Campeonato Europeo | Campeonato Europeo        | Campeonato Europeo | Campeonato Europeo |
| Año                | Lugar                     | Medalla            | Prueba             |
| ------------------ | ------------------------- | ------------------ | ------------------ |
| 1968               | Bochum (RFA)              | Medalla de plata   | Individual         |
| 1970               | Port Talbot (Reino Unido) | Medalla de plata   | Dobles             |
| 1972               | Karlskrona (Suecia)       | Medalla de plata   | Dobles mixto       |
| 1974               | Viena (Austria)           | Medalla de bronce  | Dobles mixto       |